# Ciumești
Ciumești (Csomaköz en hongrois, Schamagosch en allemand) est une commune roumaine du județ de Satu Mare, dans la région historique de Transylvanie et dans la région de développement du Nord-Ouest.

## Géographie
La commune de Ciumeștiest située dans le sud-ouest du județ, à la frontière avec la Hongrie, dans la plaine de Carei, à 10 km à l'ouest de Carei et à 45 km au sud-ouest de Satu Mare, le chef-lieu du județ.
La municipalité est composée des trois villages suivants (population en 2002) :
- Berea (197) ;
- Ciumești (1 238), siège de la commune ;
- Viișoara (9).

## Histoire
Le casque de Ciumeşti : un casque en fer a été découvert dans les années 1960 dans une nécropole laténienne située à proximité de la ville de Carei, il est daté de la fin du IVe ou du début du IIIe av. J.-C.
La première mention écrite du village de Ciumești date de 1306. Berea apparaît durant le XIIIe siècle sous le nom de Terra Bere.
La commune, qui appartenait au royaume de Hongrie, faisait partie de la principauté de Transylvanie et elle en a donc suivi l'histoire. Le village de Ciumești tire son nom de la famille de la noblesse hongroise Csomaközy (en) qui y possédait d'immenses propriétés au XVIIIe siècle. À cette même époque, de nombreux colons germanophones d'origine souabe s'installèrent à Ciumești.
Après le compromis de 1867 entre Autrichiens et Hongrois de l'empire d'Autriche, la principauté de Transylvanie disparaît et, en 1876, le royaume de Hongrie est partagé en comitats. Ciumești intègre le comitat de Szatmár (Szatmár vármegye).
À la fin de la Première Guerre mondiale, l'Empire austro-hongrois disparaît et la commune rejoint la Grande Roumanie au traité de Trianon. De 1920 à 1940, la commune est intégrée au județ de Sălaj dont le chef-lieu était la ville de Zalău.
En 1940, à la suite du deuxième arbitrage de Vienne, elle est annexée par la Hongrie jusqu'en 1944. En 1945, 150 habitants d'origine allemande sont déportés en URSS. Elle réintègre la Roumanie après la Seconde Guerre mondiale au traité de Paris en 1947.
De 1950 à 1968, la commune fait partie de la région de Baia Mare. Ce n'est qu'en 1968, lors de la réorganisation administrative du pays que la commune intègre le județ de Satu Mare auquel elle appartient de nos jours. le village de Viișoara a été victime de la politique de systématisation menée dans les années 1970 et 1980 par la régime communiste et a perdu 85 % de sa population.
En 2004, les villages de Berea, Ciumești et Viișoara se séparent de la commune de Sanislău à laquelle ils appartenaient jusqu'alors et forment la nouvelle commune de Ciumești.

## Politique
Le conseil municipal de Ciumești compte 9 sièges de conseillers municipaux. À l'issue des élections municipales de juin 2008, Ioan Scwarczkopf (Forum démocratique des Allemands de Roumanie) a été élu maire de la commune.
| Parti                                        | Nombre de conseillers |
| -------------------------------------------- | --------------------- |
| Forum démocratique des Allemands de Roumanie | 8                     |
| Parti national libéral (PNL)                 | 1                     |

## Religions
La commune n'existant que depuis 2004, il n'existe pas de chiffres concernant la répartition religieuse des habitants de la commune. On peut se reporter aux données de la commune de Sanislău qui incluait en 2002 les villages de Ciumești.

## Démographie
En 1910, à l'époque austro-hongroise, les trois villages comptaient 2 695 Hongrois (99,81 %) et5 Roumains (0,19 %).
En 1930, on dénombrait 602 Roumains (22,91 %), 647 Hongrois (24,62 %), 1 253 Allemands (47,68 %), 39 Juifs (1,48 %) et 54 Tsiganes (2,05 %).
En 2002, on comptait 142 Roumains (9,83 %), 1 193 Hongrois (82,62 %), 47 Allemands (3,25 %) et 53 Tsiganes (3,67 %).
Jusqu'en 2004, la commune de Ciumești n'existait pas. Les données suivantes sont extraites des chiffres concernant la commune de Sanislău.
| 1880  | 1890  | 1900  | 1910  | 1920  | 1930  | 1941  | 1956  | 1966  |
| ----- | ----- | ----- | ----- | ----- | ----- | ----- | ----- | ----- |
| 2 205 | 2 575 | 2 728 | 2 700 | 2 879 | 2 628 | 2 647 | 2 700 | 2 525 |

| 1977  | 1992  | 2002  | 2007  | - | - | - | - | - |
| ----- | ----- | ----- | ----- | - | - | - | - | - |
| 2 168 | 1 578 | 1 444 | 1 440 | - | - | - | - | - |

## Économie
L'économie de la commune repose sur l'agriculture.

## Communications

### Routes
Ciumești est située sur la route régionale DJ196B qui rejoint Sanislău au sud et Foieni et Carei au nord-est.

## Lieux et monuments
- Ciumești, église orthodoxe des Sts Archanges datant de 1838[3].
- Ciumești, église réformée datant du XVe siècle[7],[8].
- Ciumești, église catholique romaine St Étienne datant de 1856[7].
- Ciumești, ruines du château Dégenfeld.